# Zgromadzenie Narodowe (Togo)
Zgromadzenie Narodowe (fr. Assemblée national) – niższa izba dwuizbowego Parlamentu Togo (fr. Parlement du Togo). Do 2024 – jednoizbowy parlament Togo. Składa się z 113 członków wybieranych na sześcioletnią kadencję. W wyborach stosuje się ordynację proporcjonalną.
W latach 1961–1963 Zgromadzenie Narodowe składało się z 51 deputowanych, w latach 1963–1967 z 56 deputowanych, w latach 1979–1985 z 67 deputowanych, w latach 1985–1990 z 77 deputowanych, w 1991 z 79 deputowanych, zaś w latach 1994–2013 z 81 deputowanych. Przed wyborami parlamentarnymi w 2013 zmieniono liczbę członków na 91. Na mocy noweli Konstytucji z 2024, liczbę deputowanych zwiększono do 113. 
Od 2024 przewodniczącym Zgromadzenia Narodowego jest Kodjo Adedze.